# Pseudofumaria
Pseudofumaria – rodzaj z rodziny makowatych (Papaveraceae) i podrodziny dymnicowych Fumarioideae. Obejmuje 2 gatunki występujące w Europie w Alpach, na Półwyspie Apenińskim oraz w zachodniej części Półwyspu Bałkańskiego. Rośliny uprawiane i w wielu miejscach dziczejące, zwłaszcza w zachodniej i środkowej Europie. Pseudofumaria lutea uprawiana jest i dziczeje także w Polsce.

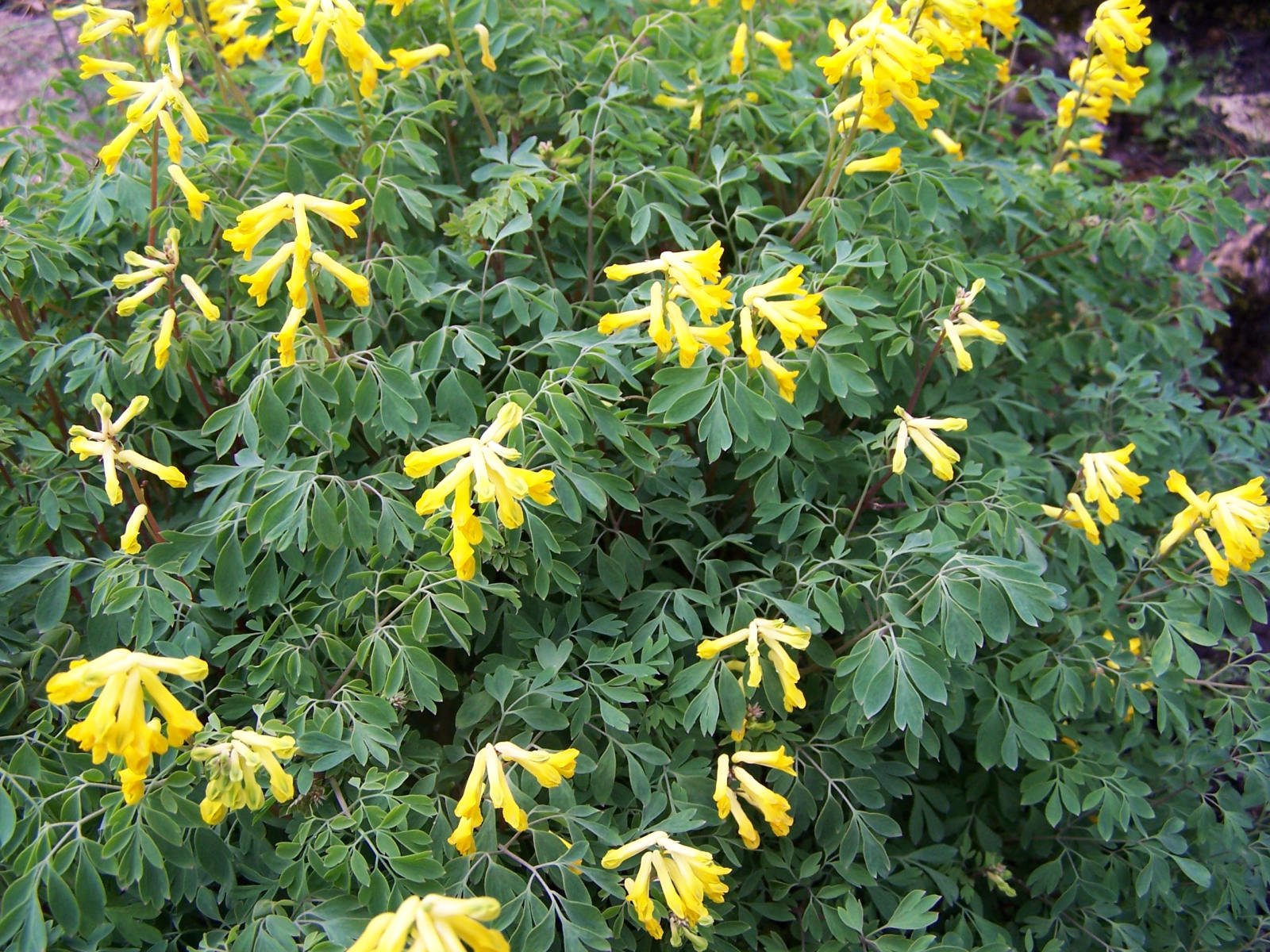
Pseudofumaria lutea

## Morfologia
Byliny z gęsto rozgałęzionymi, nagimi pędami osiągającymi do 40 cm wysokości. Liście dwu- i trzykrotnie podzielone. Kwiaty zebrane w groniasty kwiatostan, wsparte wąskimi łuskowatymi przysadkami. Szypułki zagięte, wydłużają się podczas owocowania. Kwiaty grzbieciste. Zewnętrzna para płatków korony na końcach silnie wywinięta na zewnątrz, górny płatek dodatkowo z krótką ostrogą. Płatki są żółte lub białe z żółtym zakończeniem. Owocem jest torebka zawierająca od 3 do 13 czarnych nasion z elajosomami. 

## Systematyka
Pozycja systematyczna według Angiosperm Phylogeny Website (aktualizowany system APG III z 2009)
Rodzaj z podrodziny dymnicowych Fumarioideae, rodziny makowatych Papaveraceae zaliczanej do rzędu jaskrowców (Ranunculales) i wraz z nim do okrytonasiennych. 
Wykaz gatunków
- Pseudofumaria alba (Mill.) Lidén
- Pseudofumaria lutea (L.) Borkh. (syn. Corydalis lutea) – ze względu na dawną klasyfikację gatunek w Polsce znany jako kokorycz żółta[9][6]